# Philippe Battaglia
Philippe Battaglia (ur. 12 września 1958) – monakijski żeglarz sportowy, olimpijczyk.
Zawodnik reprezentował swój kraj na igrzyskach w Seulu, startował w zawodach klasy Finn – zajął 30. miejsce.  
Jego ojciec Gérard oraz kuzyn René również reprezentowali Monako na igrzyskach olimpijskich. 